# Jakob Amsler

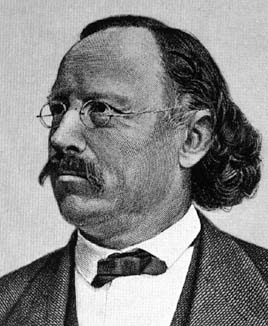
Jakob Amsler-Laffon

Jakob Amsler-Laffon (Unterbözberg, 11 november 1823 - Schaffhausen, 3 januari 1912) was een Zwitserse wiskundige, natuurkundige, ingenieur, uitvinder en stichter van zijn eigen fabriek. Zijn vader was Jakob Amsler-Amsler (1779–1869).
Hij studeerde eerst aan de Universiteit van Jena en daarna ging hij naar de  Universiteit van Königsberg waar hij theologie studeerde. Op Königsberg wijzigde hij zijn studierichting en besloot zich te richten op wiskunde en natuurkunde, hierdoor geïnspireerd na een ontmoeting met Franz Neumann. Onder Amslers medestudenten bevonden zich Gustav Robert Kirchhoff en Siegfried Heinrich Aronhold. Amsler haalde zijn doctoraat van Königsberg in 1848 en keerde nog in hetzelfde jaar terug naar Zwitserland.
In 1851 werd hij privédocent aan de Universiteit Zürich en later in dat jaar accepteerde hij een baan als wiskundeleraar aan het Gymnasium in Schaffhausen. In 1854 trouwde Amsler met Elise Laffon, vandaar de toevoeging Laffon aan zijn naam. Het echtpaar kreeg twee dochters en drie zoons. Hun oudste zoon Alfred Amsler (1857–1940) was een wiskundige en ingenieur en volgde zijn vader op als directeur van de fabriek. Van circa 1885 tot ongeveer 1905 werkten vader en zoon nauw samen in diverse projecten in hun vakgebied; veel van hun ideeën, uitvindingen en constructies zijn moeilijk toewijsbaar aan een van beiden.
De meest bekende uitvinding van Jakob Amsler-Laffon is de polaire planimeter in 1854, een instrument voor het meten van oppervlakken van onregelmatige vlakke figuren, door de omtrek met een stift te volgen. Met het idee om zijn uitvinding te gelde te maken begon Amsler in 1854 een werkplaats in Schaffhausen, speciaal ingericht voor het maken van zijn polaire planimeter. Door zijn succes met de planimeter werd hij geïnspireerd tot het uitvinden van meerdere andere precisie-instrumenten, echter geen van deze vindingen kon de planimeter in succes benaderen. Drie jaar later had hij al zijn andere aspiraties en interesses opgegeven om zich volledig op de productie van instrumenten te concentreren. Zijn werkplaats produceerde 50.000 van deze instrumenten in zijn bestaan. Deze waren van dusdanige kwaliteit dat hem diverse prijzen ten deel vielen, waaronder op de Wereldtentoonstellingen van Wenen in 1873, van Parijs in 1878 en nogmaals in Parijs in 1889. Zijn meeste erkenning kreeg hij door de uitverkiezing tot lid van de Parijse "Académie des Sciences" in 1892.

## Publicaties
Van Jakob Amsler:
- Über die mechanische Bestimmung des Flächeninhaltes, der statischen Momente und der Trägheitsmomente ebener Figuren. Schaffhausen, 1856.
- Anwendung des Integrators (Momentenplanimeters) zur Berechnung des Auf- und Abtrages bei Anlage von Eisenbahnen, Strassen und Kanälen. Zürich, 1875.
- Moulinet hydrométrique avec compteur et signal électrique. Schaffhouse, ongedateerd.
- J. Amsler-Laffon & Sohn: Catalog der Materialprüfmaschinen. Schaffhausen, 1903.

Over Jakob Amsler:
- Robert Amsler & Theodor H. Erismann: Jakob-Amsler Laffon 1823–1912 Alfred Amsler 1857–1940 Pioniere der Prüfung und Präzision. Meilen: Verein für wirtschaftshistorische Studien. 1993. ISBN 3-909059-04-X